# George F. Elliott

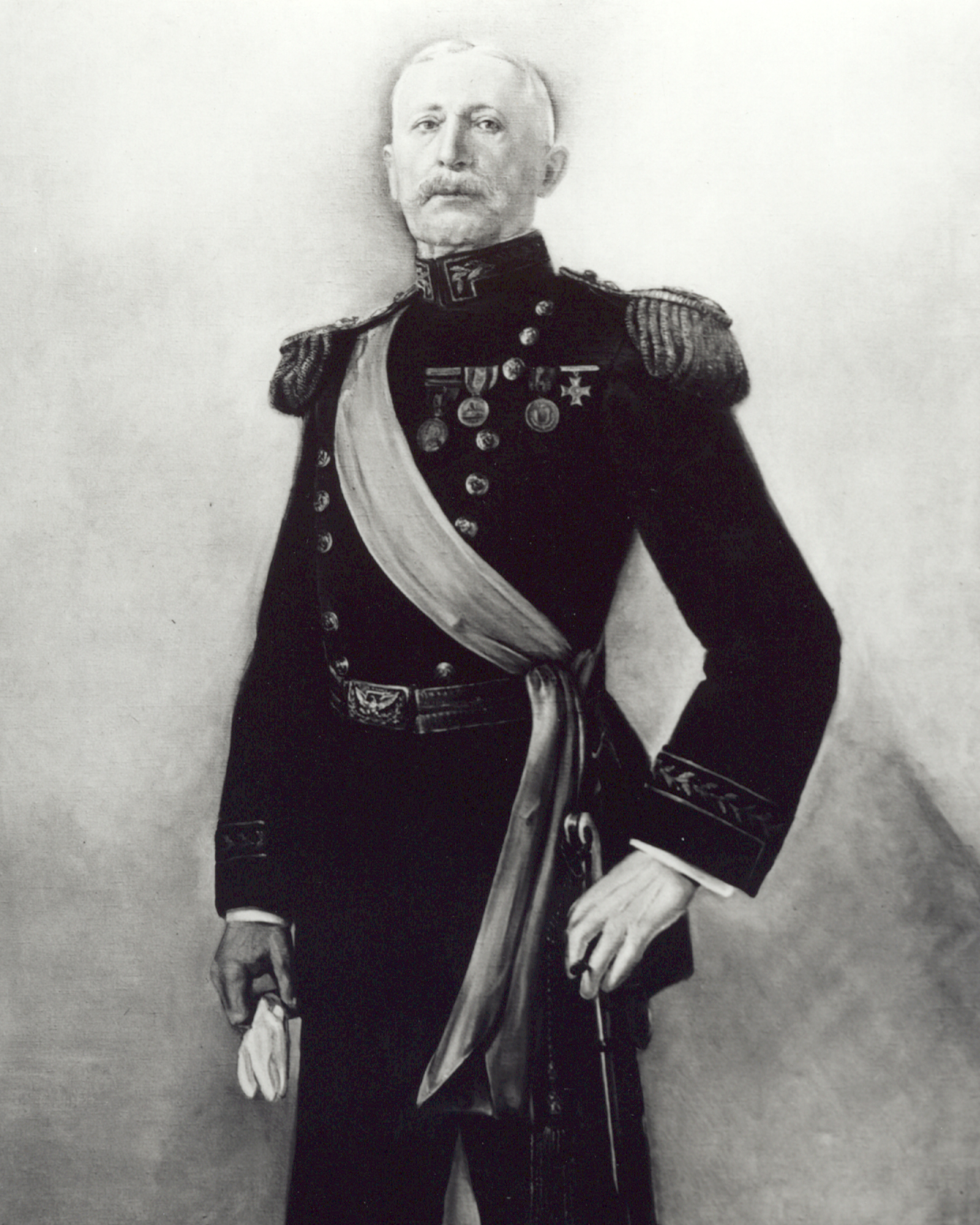
George F. Elliott

Generalmajor (Schulterstück)

Kommandozeichen des Commandant, U.S. Marine Corps

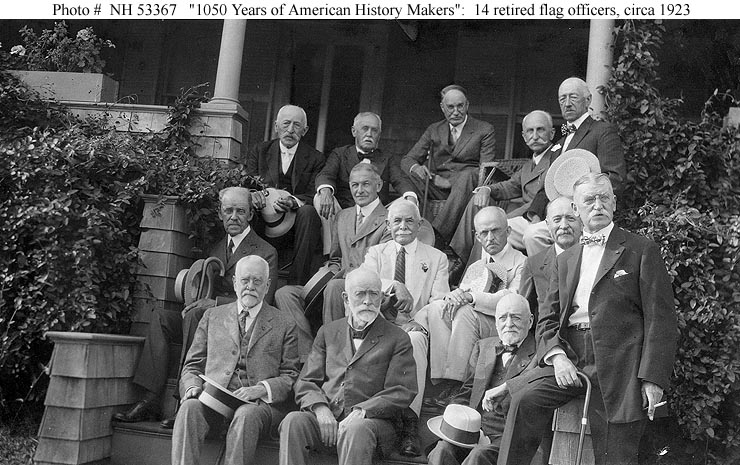
Gruppenbild von 14 pensionierten Admirälen der U.S. Navy und Generälen des U.S. Marine Corps, 1923. Generalmajor a. D. George F. Elliott hintere Reihe, erster von links.

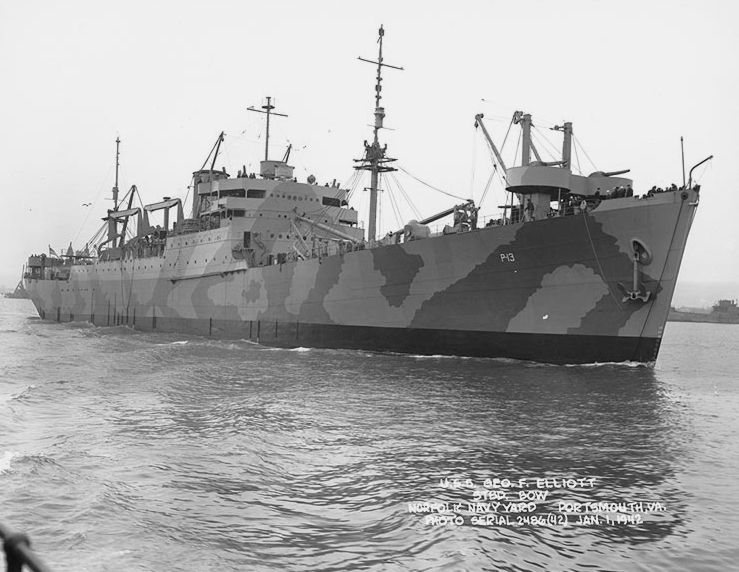
USS George F Elliott (AP-13), 1942

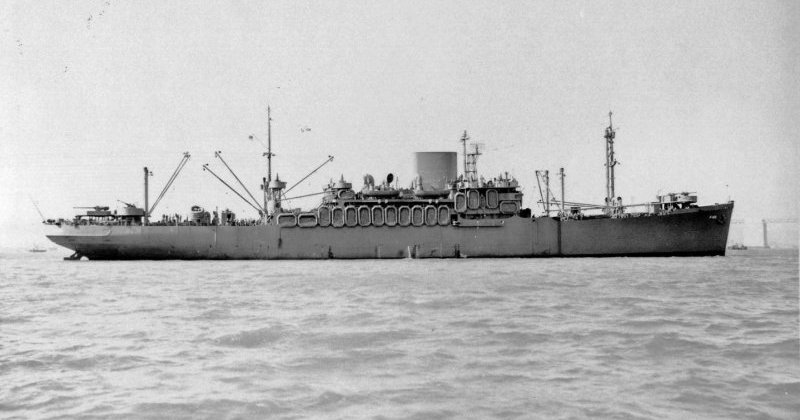
USS George F. Elliott (AP-105), 1944

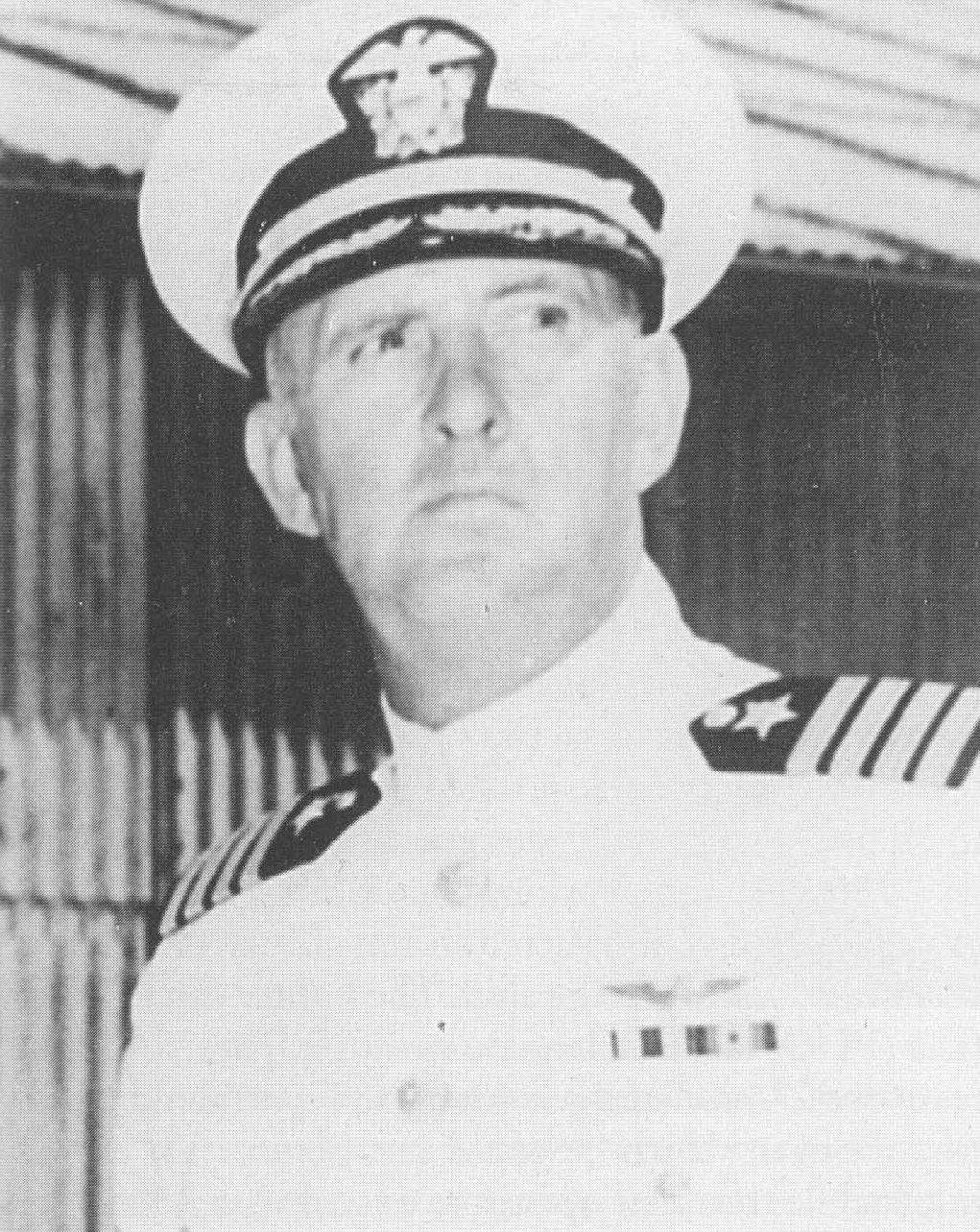
Vizeadmiral Elliott Buckmaster,
U.S. Navy
(Foto: als Kapitän z.S., September 1940 vor Kommandoübernahme USS Yorktown (CV-5)

George Frank Elliott (* 30. November 1846 in Eutaw, Alabama; † 4. November 1931 in Washington, D.C.) war ein Generalmajor im U.S. Marine Corps und von 1903 bis 1910 dessen zehnter Commandant (Befehlshaber).

## Leben
George Frank Elliott wurde am 30. November 1845 in Eutaw, Alabama, geboren. Seine Eltern waren Gardner Elliott (1814–1876) und Eurydice „Ann“ Elliott (geb. Bryant; 1823–1916). Er hatte zwei jüngere Schwestern, Helen Gardner „Nellie“ Elliott (verh. Buckmaster; 1858–1910) und Louisa B. „Lulu“ Elliott (1864–1870; als Kind verstorben).
Im Jahr 1868 ging Elliott im Alter von 22 Jahren an die United States Military Academy in West Point, die er 1870 nach Abschluss der ersten zwei des 4-jährigen Lehrgangs 1870 ehrenhaft verließ.
Nach 21 Jahren im Ruhestand verstarb Elliott in seinem Haus in Washington, D.C. am 4. November 1931 nach kurzer Krankheit. Er wurde auf dem Ehrenfriedhof Arlington National Cemetery beigesetzt.

## Militärischer Werdegang
Elliott wurde im Oktober 1870 als Leutnant in das Marine Corps aufgenommen („commissioned“). Er diente die ersten Jahre in den Marines Kasernen in Washington und Portsmouth, (New Hampshire), Norfolk, (Virginia), sowie an Bord von USS Vermont, USS Frolic und USS Monongahela. Im Jahr 1877 wurde ein von Elliott befehligtes Bataillon Marines während des Streiks der Eisenbahner zur Sicherung des Tunnels der Baltimore and Ohio Railroad eingesetzt. Im Jahr 1878 wurde Elliott zum Oberleutnant (first lieutenant) befördert.
Es folgten Jahre an Bord der USS Alliance und in den Marines Kasernen in Boston, Massachusetts. Im Jahr 1885 wurde er mit einem Bataillon Marines auf den Isthmus von Panama entsandt. Seine Beförderung zum Hauptmann erfolgte im Jahr 1892.
An Bord USS Baltimore wurde er 1894 Kommandeur der Marines in einem Geschwader, das nach China entsandt wurde, um die amerikanischen Interessen im japanisch-chinesischen Krieg zu sichern. Er und seine Männer vollbrachten einen Gewaltmarsch nach Seoul, bei dem eine Strecke von 50 km zum Teil durch bewässerte Reisfelder in 11 Stunden absolviert wurde. Im Juni 1895 wurde Elliott in die Marines Kasernen in Brooklyn, New York beordert und vom 22. April bis 22. September 1898 diente er im 1. Marines Bataillon der Nordatlantischen Flotte, die bei Guantanamo Bay, Kuba, operierte.
Am 14. Juli 1898 hatte Elliott das Kommando über zwei Kompanien (150 Marines und 50 Kubaner) mit dem Auftrag, die Brunnen von Cuzco bei Guantanamo zu zerstören. Es handelte sich um die einzige Möglichkeit der Spanier, sich in der Gegend mit Frischwasser zu versorgen. Es entwickelte sich ein heftiges und verlustreiches Gefecht, bei dem es jedoch gelang, den Auftrag auszuführen. Für sein ausgezeichnetes und vorbildliches Verhalten in diesem Gefecht wurde Elliott ausgezeichnet. Im März 1899 erhielt er den Rang eines Majors.
Im August 1899 wurde Elliott Als Bataillonskommandeur unter Beförderung zum Oberstleutnant auf die Philippinen geschickt. Von Oktober 1899 bis Januar 1900 befehligte er dort die 1. Brigade der Marines. Er nahm an der Schlacht von Noveleta teil. Für sein Verhalten in dieser Schlacht erhielt er eine persönliche Belobigung des Marineministers (Secretary of the Navy), John Davis Long.

“The department has received with much gratification the reports of the engagement of the forces under your command with the Philippine Insurgents at Novaleta on October 8, 1899. Taking into consideration that Spanish forces had on previous occasions found the insurgent position at Novaleta impregnable, and at one time an entire regiment had been lost there, the conduct of the forces under your command, numbering only three hundred (300), was, on this occasion, of a most creditable character. The department extends to you and the force under your command its hearty commendation and congratulation.”

„Das Ministerium hat mit großer Genugtuung die Berichte über das Gefecht der Truppen unter Ihrem Kommando mit den philippinischen Aufständischen bei Noveleta am 8. Oktober 1899 erhalten. Wenn man bedenkt, dass die spanischen Streitkräfte bei früheren Gelegenheiten die Stellung der Aufständischen bei Noveleta als uneinnehmbar empfunden hatten und einmal ein ganzes Regiment dort verloren ging, war das Verhalten der nur dreihundert (300) Mann starken Truppen unter Ihrem Kommando bei dieser Gelegenheit von höchst anerkennenswertem Charakter. Das Ministerium spricht Ihnen und den Truppen unter Ihrem Kommando ihre herzliche Anerkennung und Gratulation aus.“

Elliott wurde nach Rückkehr in die Vereinigten Staaten als Kommandeur der Marines Kaserne Washington, D.C. eingesetzt und im März 1903 zum Oberst befördert. Am 3. Oktober des Jahres folgte unter Beförderung zum Brigadegeneral die Ernennung zum Commandant des Marine Corps. In dieser Funktion führte er persönlich einen Einsatz in Panama. Er lief mit seiner Brigade an Bord von USS Dixie aus und erreichte am 3. Januar 1904 Colón, wo er das Kommando übergab, um in das Hauptquartier in Washington zurückzukehren.
Am 21. Mai 1908 wurde Elliott zum Generalmajor befördert. Als Befehlshaber musste er sich gegen Versuche wehren, künftig keine Marineinfanteristen mehr an Bord der Marineeinheiten zu stationieren und das Corps mit der U.S. Army zu fusionieren. Er sorgte für den Ausbau der Kasernen in Washington, D.C. Am 30. November 1910 trat er mit Erreichen der Altersgrenze in den Ruhestand.

## Erinnerung
Zu Ehren von George F. Elliott wurden zwei Schiffe der U,S, Navy benannt:
- USS George F. Elliott (AP-13), ein Transportschiff der Heywood-Klasse (1918–1942). Das Schiff wurde am 8. August 1942 vor Guadalcanal versenkt,[7]
- USS George F. Elliott (AP-105), ein Truppentransportschiff (von 1943 bis 1946 bei der U.S. Navy in Dienst).[4]

Elliotts Neffe Elliott „Buck“ Buckmaster (1889–1976) war Vizeadmiral in der U.S. Navy. Es war als Kapitän z.S. Kommandant der Yorktown bei deren Versenkung in der Schlacht von Midway (1942).

## Auszeichnungen

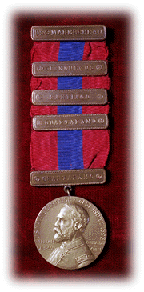
Sampson Medal Erinnerungsabzeichen der U.S. Navy, für den Dienst im spanisch-amerikanischen Krieg, April bis August 1898
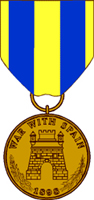
U.S. Army Spanish Campaign Medal, Auszeichnung für den Dienst im spanisch-amerikanischen Krieg
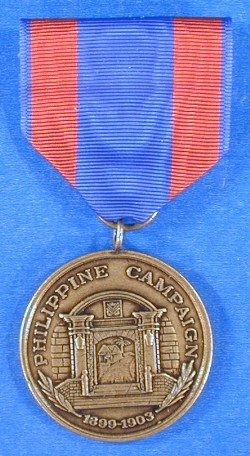
Philippine Campaign Medal, Orden der U.S. Streitkräfte für den Dienst im philippinisch-amerikanischen Krieg, 1899 bis 1913